# Actophilornis albinucha
La jacana malgache (Actophilornis albinucha) es una especie de ave caradriforme de la familia Jacanidae. Es endémica de Madagascar, donde se encuentra en lagos, estanques y pantanos. No se reconocen subespecies.